# Kostvlies

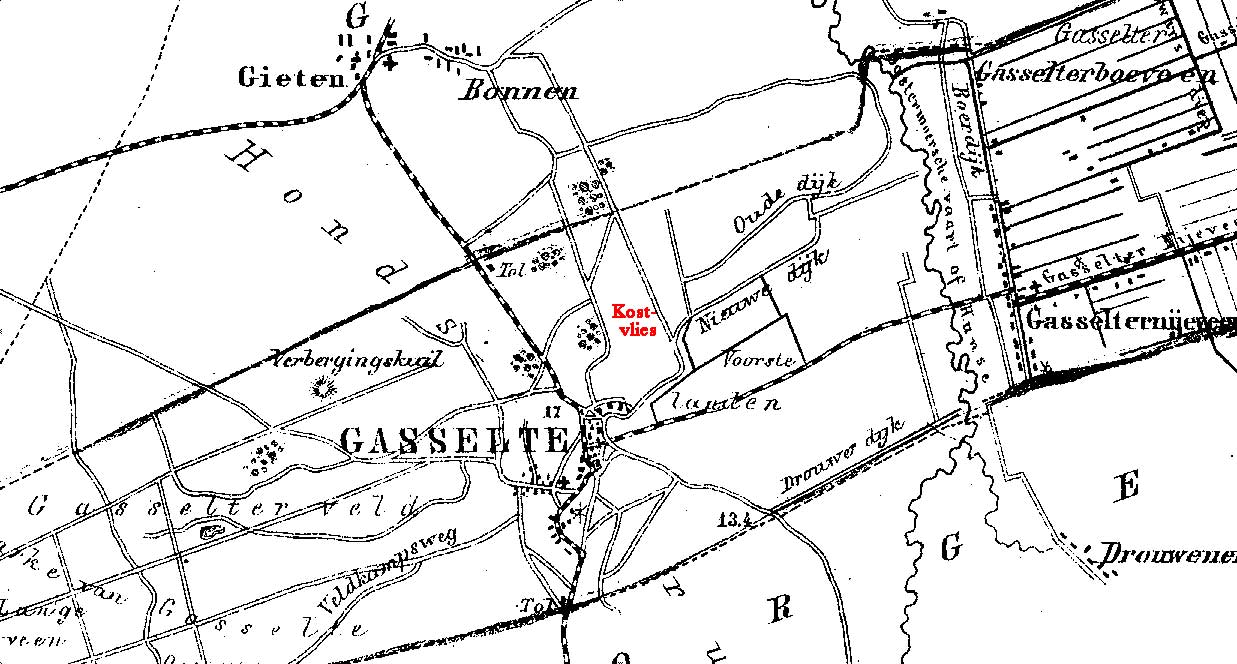
Omgeving Kostvlies ca 1870

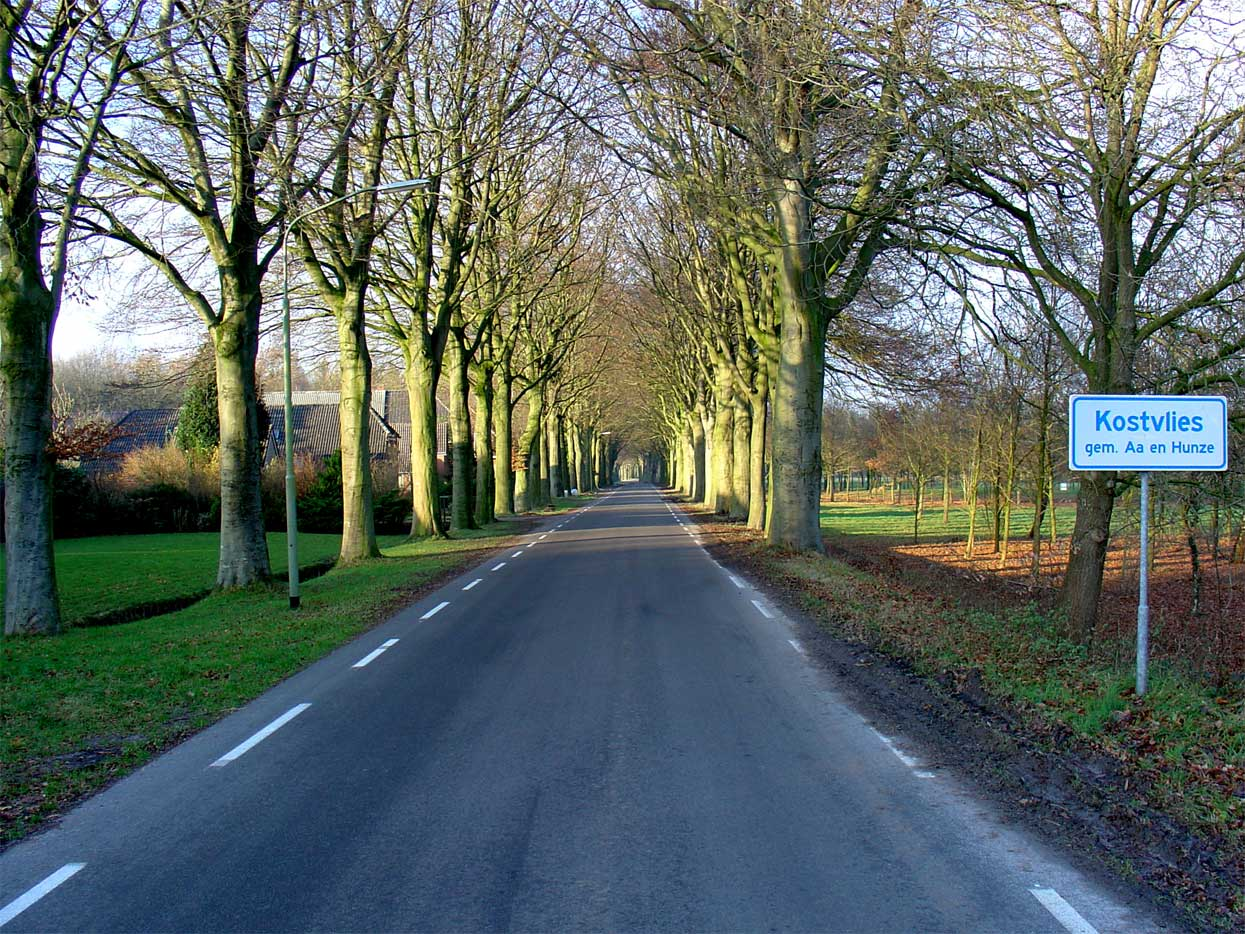
Kostvlies nabij Gasselte

Kostvlies is een buurtschap in de gemeente Aa en Hunze, in de Nederlandse provincie Drenthe met 135 inwoners (2014). De buurtschap ligt tussen de plaatsen Gasselte en Gieten en behoorde tot de voormalige gemeente Gasselte. Het middelpunt wordt gevormd door de gelijknamige weg 'Kostvlies'.

## Landschap
Kostvlies bevindt zich in het Drentse Oostermoergebied. Deze naam komt van de oude moerige gronden, gronden met een hoog percentage veen of organisch materiaal in de bovenlaag. Kostvlies zelf ligt net op de scheiding van het zand van de Hondsrug en het veengedeelte van Oostermoer. Bij de aanleg van de spoorlijn in 1905 van Assen naar Stadskanaal moest ter hoogte van Kostvlies de Hondsrug doorsneden worden. Het nog bestaande viaduct bij 'Ravijnzicht' in de omgeving van Kostvlies is hiervan nog een overblijfsel. Deze spoorlijn vormde ook de grens met Gasselte aan de zuidzijde van Kostvlies.

## Geschiedenis
De naam (Kost Vleesch → Kostvlies) verwijst als veldnaam naar de moeizame ontginningsgeschiedenis van het gebied en de weinige opbrengst van de bodem. De buurtschap is in het midden van de negentiende eeuw ontstaan door de komst van eikenschillers ('eekschillers'), die afkomstig waren uit Doornspijk op de Veluwe. Zij verzamelden eikenschors, dat gebruikt werd in de leerlooierij. Deze eerste bewoners begonnen ook kleinschalige ontginningen in het veengebied. Zodra ze een woning (plaggenhut) hadden opgetrokken, waarvan de schoorsteen kon roken, verkregen ze het eigendomsrecht van de ontginning. Zo ontstond Kostvlies als een van de vele huttendorpen, die Drenthe rijk was.
Kerkelijk gezien waren de inwoners van Kostvlies rechtzinniger dan het overwegend vrijzinnige Gasselte. Voor de Tweede Wereldoorlog werd mede door de inwoners van Kostvlies een eigen kapel in Gasselte gebouwd en was er een eigen prediker/evangelist. Na de Tweede Wereldoorlog is aansluiting gezocht bij de kerk van Gasselte.
In de tweede helft van de 20e eeuw werd het gebied aantrekkelijk als woonplaats van forensen, die de bestaande woningen en boerderijen kochten en verbouwden.

## Voorzieningen
In 1930 werd er in Kostvlies een eigen school gesticht. De eerste onderwijzer en hoofd van de school was Jan Kranenborg uit Drieborg. Hij speelde een actieve rol in het verenigingsleven van Kostvlies en Gasselte. Na zijn vertrek in 1965 kreeg de school dan ook zijn naam. Vanwege de afname van het aantal leerlingen moest de school in 1975 sluiten, maar de bevolking van Kostvlies besloot om de "Meester J. Kranenborgschool" te verbouwen tot een dorpshuis ten behoeve van de plaatselijke verenigingsactiviteiten.
In Kostvlies bevindt zich ook de 18-holes golfbaan, "de Semslanden".

## Zandafgraving
Aan de westzijde van Kostvlies is door zandwinning een groot meer ontstaan, waar in de 15 meter hoge wanden eens de grootste kolonie oeverzwaluwen van Nederland huisde..
Drenthe: Steden en dorpen      Nederland: Provincies · Gemeenten